# Adolph Weiss
Adolph Weiss (Baltimore, Maryland, 12 de septiembre de 1891 - Van Nuys, California, 21 de febrero de 1971) fue un compositor estadounidense del siglo XX.
Fue el primer alumno estadounidense de Arnold Schoenberg y, por ello, un precursor del uso de la técnica compositiva dodecafónica en los Estados Unidos. La publicación en 1930 de un artículo suyo en la revista “Modern Music” fue particularmente decisiva en este aspecto. Fue reconocido igualmente como profesor de gran distinción. Entre sus alumnos se encuentran los compositores Wallingford Riegger y John Cage y el guitarrista Theodore Norman.

## Biografía
Weiss vino al mundo en el seno de una familia de origen alemán establecida en Baltimore. El padre de Weiss, que otorgaba mucha importancia a la instrucción musical, dirigía un coro aficionado y tocaba instrumentos de viento en orquesta sinfónicas comunitarias. Sin embargo, el joven Weiss progresó más rápidamente en el fagot y, a la edad de dieciséis años, ya tocaba dicho instrumento en la “Russian Symphony” de Nueva York. 
En 1909 fue fagotista de la Orquesta Filarmónica de Nueva York, bajo la dirección de Gustav Mahler, conjunto que cambió en 1910 por la Orquesta Sinfónica de la misma ciudad, en la cual permaneció hasta 1916. Posteriormente, se trasladó a Chicago para tocar bajo la dirección de Frederick Stock y tomar lecciones privadas de composición musical, sobre todo de Adolph Weidig.
En 1921, regresó a Rochester, Nueva York, para tocar con la Orquesta Filarmónica de Rochester bajo la dirección de Eugene Goossens y en la del Teatro Eastman con Alfred Coates.
En el mes de mayo de 1925 compuso su primera obra orquestal de importancia, “I segreti”.
También en 1925, Weiss se desplazó a Berlín para estudiar composición con Schoenberg. Durante su estancia en la capital alemana, efectuó grandes progresos bajo la tutela del maestro, componiendo dos cuartetos de cuerda, una sinfonía de cámara para diez instrumentos (1927) y los doce preludios para piano del mismo año. De vuelva a Nueva York en mayo de 1927, Weiss fue nombrado secretario de la "Sociedad Panamericana de Compositores" (Pan American Society of Composers) fundada por Henry Cowell. Weiss fundó también un conjunto conocido como Conductorless Orchestra, del que fue director musical y fagotista. En 1930, la Conductorless Orchestra estrenó “American Life” (1929), seguramente la única obra de jazz sinfónico clásico compuesta con técnicas dodecafónicas y, con mucho, el trabajo más conocido de Weiss.
Weiss abandonó la música dodecafónica para componer su cantata “Los Portadores de Libaciones” (1930), con la que obtuvo una subvención de Guggenheim para volver a Europa durante dos años. En Nueva York, en 1933, Weiss compuso su obra orquestal más significativa, “Tema y Variaciones”. 
Posteriormente, se concentró casi en exclusiva en la música de cámara, retomando la música orquestal solo en su “Suite para Orquesta” (1938) y el “Concierto para Trompeta” de 1951. En 1941, Weiss viajó a Sudamérica bajo los auspicios de la Fundación Rockefeller. En los 50, compuso una variedad de obras de cámara reunidas bajo el título común de “Vade mecum”, y que constituyen su ciclo de despedida del mundo de la composición, ya que hacia 1960 se encontraba retirado y había dejado de componer.
Adolph Weiss es uno de los compositores menos conocidos del círculo de Cowell y la “New Music”. A pesar de ello, “American Life” ha alcanzado el estatus de clásico menor de la vanguardia norteamericana y aún se interpreta con cierta regularidad.
- Datos: Q4684407